# Henry Decaëns
Henry Decaëns, né le 22 juin 1942 à Caudebec-en-Caux (France), est un historien français contemporain, spécialiste de la Normandie.

## Biographie
Après des études de droit et d'histoire, il a été successivement bibliothécaire et directeur de la maison d’édition de l’Université de Rouen jusqu'à sa retraite en 2004.
Il a été guide-conférencier à l’abbaye du Mont-Saint-Michel de 1965 à 2012 et administrateur de l'église abbatiale Saint-Ouen de Rouen de 1991 à 2020.
Il est membre de plusieurs sociétés de défense du patrimoine parmi lesquelles se trouvent la Société des Amis des monuments rouennais, La Maison Sublime de Rouen et les Amis du Mont-Saint-Michel. Il est aussi l'auteur de nombreux livres et articles sur la Normandie.
Il est admis à l'Académie des sciences, belles-lettres et arts de Rouen en 1994 et membre de la Commission départementale des Antiquités et du Patrimoine de la Seine-Maritime depuis 1984.

## Télévision[modifier | modifier le code]
Participation à des documentaires sur le Mont Saint-Michel :
* Entre Genèse et Apocalypse, le Mont Saint-Michel, un film de Jean-Claude Salou, 2008. Diffusé sur France 2.
* Le Mont Saint-Michel, le labyrinthe de l'archange, réalisé par Marc Jampolsky, Gedeon, 2017. Diffusé sur Arte.
* Révélations monumentales : le Mont Saint-Michel, de Félicie Derville, Agnès Buthion et Mickaël Collas, 2018. Diffusé sur RMC Découverte.
* Le Mont Saint-Michel, la forteresse invincible de l’archange, de Jean-Edouard Choppin, 2023. Diffusé sur Planète +.

## Principaux ouvrages
1. Itinéraires romans en Normandie, La Pierre-qui-Vire, Zodiaque, coll. « Les travaux des mois » (no 21), 1979, 96 p..
2. Le Mont Saint-Michel, La Pierre-qui-Vire, Zodiaque, coll. « Les travaux des mois » (no 20), 1990, 2e éd. (1re éd. 1979), 88 p. (ISBN 2-7369-0178-9)
3. Mont-Saint-Michel : Krone des Absendlandes, Würzburg, Echter, 1981, 92 p.  (ISBN 3-429-00707-0)
4. Jumièges, Rennes, Ouest-France, 1984, 32 p.  (ISBN 2-85882-603-X). Traduit en allemand, anglais et italien.
5. La belle époque au Mont-Saint-Michel, Rennes, Ouest-France, coll. « Le Grand souvenir », 1985, 141 p. (ISBN 2-85882-785-0)
6. Le Mont-Saint-Michel, un rêve d'architecte, dessins d'Emile Sagot (1805-1888), Paris, éditions du Patrimoine, 1997, [4 p.] - 10 f. de planches en couleur  (ISBN 2-85822-178-2)
7. Le Mont-Saint-Michel : Normandie, Paris, Editions du Patrimoine, coll. « Itinéraires », 1997, 64 p. (ISBN 978-2-7577-0169-0). Traduit en allemand, anglais, chinois, coréen, espagnol, italien, japonais, néerlandais, polonais, portugais et russe.
8. Promenades au Mont-Saint-Michel, Paris, Zodiaque, coll. « Itinéraires culturels », 2002, 128 p. (ISBN 2-7369-0289-0)
9. Promenades en Normandie romane, Paris, Zodiaque, coll. « Itinéraires culturels », 2003, 128 p. (ISBN 978-2-7369-0292-6)
10. Histoire de Rouen, Paris, Jean-Paul Gisserot, coll. « Gisserot Histoire », 2003, 128 p. (ISBN 2-87747-636-7)
11. Le Mont-Saint-Michel, Paris, Chêne, 2007, 224 p. (ISBN 978-2-84277-739-5)
12. Rouen, Rennes, Ouest-France, 2007, 32 p. (ISBN 978-2-7373-4447-3). Traduit en allemand, anglais, espagnol, italien, japonais et néerlandais.
13. Le Mont-Saint-Michel, 13 siècles d'histoire, Rennes, Ouest-France, 2008, 128 p. (ISBN 978-2-7373-4463-3)
14. Le Mont-Saint-Michel : histoire d'une montagne sacrée, Rennes, Ouest-France, coll. « Poche histoire », 2010, 154 p. (ISBN 978-2-7373-4895-2)
15. La route des ducs de Normandie, Rennes, Ouest-France, coll. « Itinéraires de découvertes », 2012, 143 p. (ISBN 978-2-7373-5502-8)
16. Le Mont Saint-Michel d'antan à travers la carte postale ancienne, Paris, éditions Hervé Chopin, 2013, 96 p.  (ISBN 978-2-3572-0147-7). Nouv. édition 2024.  (ISBN 978-2-3572-0829-2)
17. L'abbaye de Saint-Ouen : Rouen, Rouen, Inventaire général du patrimoine culturel Région Haute-Normandie, coll. « Patrimoine & Territoire », 2014, 128 p. (ISBN 978-2-9536957-9-3)
18. Rouen, Rennes, Ouest-France, 2016, 32 p. (ISBN 978-2-7373-7007-6). Traduit en allemand, anglais, espagnol, italien et japonais.
19. Le Mont-Saint-Michel, 13 siècles d'histoire, Rennes, Ouest-France, 2016, 128 p. (ISBN 978-2-7373-7236-0)
20. Le Mont-Saint-Michel, guide imperméable et indéchirable, Rennes, Ouest-France, coll. « Déplipoche », 2016, 28 p. (ISBN 978-2-7373-7204-9)
21. 100 clés pour comprendre le Mont-Saint-Michel : architecture, histoire, patrimoine naturel, sculpture, Rouen, éditions des Falaises, 2019, 128 p.  (ISBN 978-2-84811-412-5)
22. Saint-Ouen, chef-d'œuvre du gothique rayonnant, texte de Henry Decaëns, photographies de Stéphane L'Hôte, Rouen, éditions des Falaises, 2019, 112 p.  (ISBN 978-2-84811-430-9)
23. Abbatiale Saint-Ouen de Rouen. Onze Brèves  par Henry Decaëns, Rouen, Association de l'Abbatiale Saint-Ouen de Rouen, 2025, III-29 p.  (ISBN 979-10-415-6963-2)

Livres en collaboration :
- sous la direction de Michel Nortier, Millénaire monastique du Mont Saint-Michel, tome V, études archéologiques, Paris Lethielleux, 1993, 295 p. - XXIV planches  (ISBN 2-283-60075-8)
- avec Christiane Decaëns, Rouen, Paris, Minerva, 1996, 96 p. (ISBN 2-8307-0324-3)

- avec Maylis Baylé, Pierre Bouet, Jean-Paul Brighelli et al., Le Mont-Saint-Michel: histoire et imaginaire, Paris, Anthèse, éditions du Patrimoine, 1998, 251 p.  (ISBN 2-912257-02-6)
- avec Michel Nortier, Millénaire monastique du Mont Saint-Michel, tome IV, Bibliographie générale et sources, Paris, Lethielleux, 2001, 410 p.  (ISBN 2-283-60074-X)
- avec Pierre Bouet, Juliane Hervieu et Vincent Juhel, Les chemins du Mont-Saint-Michel, en route vers l'archange, Paris, Desclée de Brouwer, 2010, 239 p.  (ISBN 978-2-220-06198-6)
- avec Christiane Decaëns, Jérôme Decoux et al., L'église et l'aître Saint-Maclou : Rouen, Rouen, Inventaire général du patrimoine culturel Région Haute-Normandie, coll. « Patrimoine & Territoire », 2012, 88 p. (ISBN 978-2-9536957-6-2)
- sous la direction d'Henry Decaëns, Le Mont-Saint-Michel, Paris, éditions du Patrimoine, 2015, 295 p.  (ISBN 978-2-7577-0441-7) Réédition 2019  (ISBN 978-2-7577-0596-4)
- Pierre Bouet, Henry Decaëns, Véronique Gazeau, Vincent Juhel, Jacques Le Maho, François Neveux et Jean-Baptiste Vincent, L'âge d'or des abbayes normandes, 1066-1204, Point de vues, 2017, 256 p.  (ISBN 978-2-37195-020-7) 2e éd. rev. et augm., Point de vues, 2019, 260 p.  (ISBN 978-2-37195-040-5)
- sous la direction de Jean-Pierre Chaline, Eglises et chapelles de Rouen : un patrimoine à (re)découvrir, Rouen, Amis des monuments rouennais, 2017, 252 p. (ISBN 978-2-918609-10-0)
- avec Olivier Mignon, Le Mont Saint-Michel dévoilé, Vanves, Hachette, 2017, 158 p.  (ISBN 978-2-01-395975-9)
- sous la direction de Vincent Juhel, Autour des petites marchandises pour pèlerins de saint Michel, Vire, les Chemins du Mont Saint-Michel, 2018, 194 p.  (ISBN 978-2-9519988-5-8)
- Mont Saint-Michel. Dossiers d'archéologie, ISSN 1141-7137, no 388, juillet/août 2018, p. 3 à 71.
- La Commission départementale des Antiquités, 1818-2018 : deux siècles de défense et d'études du patrimoine. Rouen, département de la Seine-Maritime, 2018, 228 p.  (ISBN 978-2-37262-017-8)
- La Normandie existe-t-elle? Être normand au fil des siècles. Saint-Lô, Conseil départemental de la Manche, 2019. 535 p.  (ISBN 978-2-86050-039-5)
- sous la direction de Vincent Juhel, Saint Michel et la guerre, Evrecy, les Chemins du Mont Saint-Michel, 2021, [IV]-140 p.  (ISBN 978-2-9567901-2-9)
- sous la direction de Sandrine Berthelot et Emmanuel Luis, Action ! Le patrimoine normand au cinéma, Trouville-sur-Mer, Illustria, 2022, 288 p.  (ISBN 978-2-35404-098-7)
- Catherine Vincent (dir.), « Le Mont, une épopée millénaire. Du prince des milices célestes aux miquelots », Codex, no 28,‎ juillet 2023, p. 23-93 (ISBN 978-2854436297, ISSN 2497-1189)
- sous la direction de Vincent Juhel, Pèlerinages princiers au Mont Saint-Michel, Evrecy, les Chemins du Mont Saint-Michel, 2024, 152 p.   (ISBN 978-2-9567901-2-9)

## Distinctions
- Officier de l'ordre des Palmes académiques
- Chevalier de l'ordre des Arts et des Lettres (arrêté du Ministère de la Culture du 18 décembre 2020)
- Médaille du tourisme, échelon or